# Fonema vocálico
En este artículo se desarrollarán una serie de características en relación con los fonemas en español, y en concreto, con los fonemas vocálicos. 

## Las unidades fónicas
Tal y como afirma Antonio Quilis, una unidad lingüística es « un elemento discreto existente en un determinado nivel, que se define por la relación que establece con el resto de elementos del sistema de la lengua »
La lengua es una estructura compuesta por diferentes niveles, cada uno de ellos supone uno anterior o siguiente. De esta manera, el nivel fonológico está inserto en el morfológico, éste en el sintagmático, etc.  
Para que una unidad sea descrita como tal debe cumplir los siguientes requisitos:

### Una unidad deber ser segmentable y sustituible
Como hemos visto anteriormente, las unidades de la lengua se definen por medio de las relaciones que las unen, y estas relaciones se establecen a través de dos operaciones: la segmentación y la sustitución. 
No importando lo extenso que sea un texto, es necesario segmentarlo sucesivamente para obtener las unidades mínimas indivisibles. Es una secuencia como boli, podemos segmentar hasta llegar a [b] – [o] – [l] – [i]. Estos elementos no son ya susceptibles de ulterior segmentación. Estos elementos mínimos segmentables y sustituibles entran en una relación sintagmática y paradigmática. 
Estos rasgos distintivos, según el principio saussureano de la linealidad de la lengua, no son segmentables, pero sí identificables y sustituibles. 

### Una unidad debe poseer un significado
Quilis afirma que es necesario que, para que un elemento pueda ser considerado como una unidad lingüística, tenga un significado. El fonema no tiene significado, solo tiene valor discriminador de signos lingüísticos, de la misma manera, que el rasgo distintivo es, a su vez, discriminador de fonemas. 

### Una unidad debe identificarse en una unidad superior
Una unidad lingüística no puede ser considerada una unidad como tal si no se le puede identificar en una unidad más alta. 
El fonema se inserta en el nivel fonológico. De este nivel se pasa ya al nivel en el cual un significante se une a un significado. 
En el nivel morfológico se encuentra el morfema que está compuesto por fonemas. El morfema se puede definir, según Quilis, como  «la unidad mínima con significado »
Estos morfemas se insertan en una unidad más alta que es la palabra, también llamada lexía. El nivel superior a la palabra es la frase. Es el nivel fraseológico. La frase es la unidad más grande en la descripción gramatical. Es la última unidad ya que no se puede insertar en una unidad superior, aunque si se puede dividir en unidades inferiores. La frase no constituye una clase de unidades distintivas, que serían miembros virtuales de unidades superiores, como los fonemas y los morfemas. La diferencia con otras unidades lingüísticas es que está compuesta por signos, aunque ella misma no sea un signo.

## El fonema y sus variantes
El fonema ha sido considerado como una unidad dominadora de los diferentes sonidos que emiten los hablantes y que asegura la comunicación entre ellos; y ha sido concebido de las siguientes formas: 
- Como unidad mental o psicológica: según J. Baudouin el fonema es <<la equivalencia psíquica del sonido del lenguaje>>; de esta manera, se trataría de un sonido imaginado, intencional y oponible al sonido emitido. Sin embargo, desde el punto de vista lingüístico, esta concepción del fonema no puede ser verdadera, ya que:

a) a un mismo fonema pueden corresponder como variantes muchos sonidos del lenguaje, y cada uno de estos posee un equivalente psíquico propio. 
b) el hecho relacionar el concepto de fonema con nociones tan poco significativas como “conciencia lingüística”, “sentir”, no sirve como explicación. 
- Como una realidad física: los sonidos del lenguaje pueden ser infinitos, mientras que los fonemas son finitos y constantes. Así, el fonema correspondería a un número amplio de sonidos, realizándose de dos maneras: a) según Bloomfield, «el fonema puede corresponder a una peculiaridad o peculiaridades, características de todos los sonidos en cuestión y solo de ellos; de esta manera el fonema es un rasgo de los sonidos del lenguaje »; y B) según Daniel Jones, «el fonema puede corresponder a la suma de todos los sonidos del lenguaje».
- Entonces, estas dos propuestas definen al fonema como un compuesto de sonidos del lenguaje, asociados acústica y articulatoriamente, que no se encuentran en el mismo contorno fónico.
- Como una unidad ficticia, abstracta: considerada así por Twaddell.[8] Pero esto no responde a la realidad del análisis fonológico, que sería arbitrario y habría que considerar como una ficción al morfema, la frase, la palabra…
- Como unidad algebraica: consiste en separar todo cuanto sea posible el fonema del sonido, propuesto así por Hjelmslev[9] que pretendía que la lingüística se convirtiese en álgebra, cuyas unidades fuesen “entidades no nombradas”.
- Como un haz de rasgos distintivos: según R. Jakobson, «los rasgos distintivos, combinado con un haz simultáneo, forman un fonema».

Un fonema no se realiza siempre de la misma manera, esto dependerá del estilo del habla o del contexto fonético en el que aparece el fonema en cuestión. Estas diferentes realizaciones reciben el nombre de variantes, que según Quilis se pueden definir como “aquellos elementos fónicos que al ser sustituidos no originan ningún cambio en el significado de las palabras”. Las variantes pueden ser: 
- Variantes combinatorias: dos o más unidades fónicas que tienen una semejanza entre sí en cuanto se refiere a lo acústico o articulatorio, no se presentan nunca en el mismo contorno. Por ejemplo, el fonema /b/ tiene dos realizaciones en español: una oclusiva [b] y otra fricativa[10] [ß]. La 1º aparece después de pausa y de nasal; la 2º en el resto de casos. Se les asocia el nombre de alófonos[11] y la variación combinatoria en la que se hallan se denomina distribución complementaria.

- Variantes libres: dos o más variantes fónicas aparecen en el mismo contorno. También son denominadas variantes estilísticas, ya que resultan de la elección del hablante.
- Variantes individuales: las formas de realizar un fonema pueden dar indicaciones sobre el hablante; pero no son el resultado de una elección por su parte.

## Los rasgos distintivos
Para Martinet, « la unidad básica de la fonología es el rasgo distintivo y no el fonema ».
Jakobson dio en 1932 la siguiente afirmación: «Fonema es el concepto básico de la fonología. Por medio de este término designamos un conjunto de aquellas propiedades sonoras recurrentes que se usan en una lengua dada para distinguir palabras de diferente significado ». 
En uno de sus artículos define al fonema como « un haz de propiedades distintivas » y lo caracteriza diciendo « el fonema no es ni idéntico al sonido, ni exterior con relación al sonido, sino que está necesariamente presente en el sonido, sigue siendo inherente y superpuesto a él; es la invariante en las variaciones ». 
El fonema forma una unidad, pero es una unidad compleja: « el fonema se descompone en unidades distintivas ». Define al fonema también del siguiente modo « los rasgos distintivos combinados en un haz simultáneo forman un fonema ». Del mismo modo dice « los rasgos distintivos  se agrupan en haces simultáneos llamados fonemas ». 
Afirma además que « el análisis lingüístico desmonta gradualmente las unidades complejas del discurso en morfemas, los componentes últimos del mismo dotados de significado propio, y desmenuza estos vehículos semánticos mínimos hasta llegar a los últimos de sus elementos constitutivos capaces de diferenciar unos morfemas de otros. Estos elementos son los llamados rasgos distintivos. Por consiguiente, hay que separar dos unidades en el lenguaje y en el análisis lingüístico: por un lado, el nivel semántico, que comprende tanto las unidades significativas simples como las complejas, desde el morfema hasta el enunciado y el discurso, y, por otro, el nivel de los rasgos distintivos (nivel fonológico), que corresponde a las unidades simples y complejas cuya función consiste tan solo en diferenciar, agrupar, delimitar o poner de relieve las diversas unidades significativas ». 
Los rasgos distintivos se pueden formular de dos maneras: 
- Articulatoriamente: basado en las posiciones y movimientos de los órganos fonadores. Así, se obtienen los rasgos que proceden del modo de articulación, del lugar de articulación, de la acción de las cuerdas vocales, de la tensión articulatoria, de la acción labial, de la acción del velo del paladar. 
- Acústicamente: basado en los índices acústicos que proviene de la onda sonora del lenguaje. De esta manera, los rasgos distintivos se clasifican en: 
- Prosódicos: comprenden los rasgos prosódicos de cantidad, tono y fuerza.
- Intrínsecos: se dividen en dos:

a) Rasgos de sonoridad: vocálico-no vocálico, consonántico-no consonántico, complejo-difuso, tenso-laxo, sonoro-sordo, nasal-oral, interrupto-continuo, estridente-mate.
b) Rasgos de tonalidad: grave-agudo, bemolizado-no bemolizado, sostenido-no sostenido.    

## Las distintas clases de rasgos
Según Jakobson y Halle, el hablante aprende a  « reaccionar ante los rasgos distintivos », pero aparte de estos, en la acción verbal nos encontramos con otros rasgos que incluyen información o que facilitan la identificación de un rasgo. Estos otros rasgos son: 
- Rasgos configurativos: que « señalan la división del enunciado en unidades gramaticales de diferentes grados de complejidad, especialmente en frases y palabras, bien poniendo de relieve tales unidades e indicando su jerarquía (rasgos culminativos), bien delimitándolos e integrándolas (rasgos demarcativos).»
- Rasgos expresivos: que « exponen un énfasis relativo en diferentes partes del enunciado o en diferentes enunciados y sugieren las actitudes emotivas del hablante ».
- Rasgos redundantes: estos « ayudan a identificar un rasgo simultáneo o adyacente, bien sea distintivo o configurativo». Jakobson concede gran importancia a este rasgo, cuyo papel auxiliar "no debe desdeñarse" ya que en ocasiones puede, en condiciones de emisión o de audición deformadas, sustituir a los rasgos pertinentes en la descodificación del mensaje.
- Rasgos sincréticos: aquellos que son simples desde el punto de vista funcional, pero no desde el físico o fisiológico.

## El fonema y el rasgo distintivo como unidad
Una unidad lingüística debe poder combinarse con otras unidades del mismo nivel para crear grupos capaces de identificar y distinguir palabras y oraciones. El fonema se combina con otros fonemas y cumple con lo antes enunciado. Del mismo modo, el rasgo distintivo se combina con otros rasgos distintivos para formar fonemas; de esta manera, el fonema es una unidad y el rasgo distintivo lo es subsidiariamente. 
Una unidad lingüística debe delimitar y organizar una sustancia, y como tal debe ser localizable, sustituible y el resultado de la más pequeña segmentación en su nivel de análisis. Tanto el fonema como el rasgo distintivo organizan y limitan la sustancia; pero el fonema no es sustituible ya que es segmentable en rasgos distintivos. El fonema ejerce en el eje de las sucesiones y en el de las simultaneidades, mientras que el rasgo distintivo solo lo hace en el de las simultaneidades. 
Una unidad del lenguaje debe tener una función contrastiva y distintiva. El fonema realiza ambas funciones. De los rasgos distintivos, los prosódicos realizan la función contrastiva, y los inherentes, la distintiva.  
Una unidad lingüística no se proyecta como tal si no se la identifica en una unidad de nivel superior: el rasgo distintivo se encuentra dentro de la unidad superior a él que es el fonema, y este en la unidad superior a él que es el morfema. 
Por último, el significado, condición imprescindible que está en toda unidad lingüística, no lo está en ninguna de las dos: el fonema solo es discriminador de signos lingüísticos, y el rasgo distintivo es a su vez discriminador de fonemas.  

## Determinación
La determinación de los fonemas de un idioma se realiza por medio de la “conmutación” que se define como: « si en un mismo contexto, al cambiar una de estas unidades por otra, cambia el significado, esa unidad es un fonema ».  

## Neutralización
Una oposición se neutraliza cuando no funciona en ciertas posiciones. Cuando ocurre esto, las marcas específicas de uno de los términos de la oposición pierden su valor fonológico y solo quedan los rasgos que los dos términos tienen en común. Al conjunto de particularidades distintivas que son comunes a los dos fonemas neutralizados se les denomina “archifonemas” representados en letra mayúscula. La neutralización se distingue de la simple ausencia de un fonema en una posición dada (distribución afectiva).  

## Fonemas vocálicos
- /i/: alto, anterior; vocálico, no consonántico, difuso, agudo. Su grafía es “i” o “y”. Tiene dos alófonos: [ ĩ ] y [ i ]
- /e/: medio, anterior; vocálico, no consonántico, denso, agudo. Su grafía es “e”. Tiene dos alófonos:  [ẽ], [e]
- /a/: bajo, central; vocálico, no consonántico, denso. Su grafía es “a”. Tiene dos alófonos:   [ã], [a]
- /o/: medio, posterior; vocálico, no consonántico, denso, grave. Su grafía es “o”. Tiene dos alófonos: [õ], [o].
- /u/: alto, posterior; vocálico, no consonántico, difuso, grave. Su grafía es “u”. Tiene dos alófonos: [ῦ], [u]

En definitiva, los fonemas vocálicos en español tienen dos alófonos en distribución complementaria: uno nasal que ocurre cuando la vocal se produce entre pausa y consonante nasal; y entre dos consonantes nasales. Otro oral que aparece en el resto de casos.